# Manettia
Genre
Manettia est un genre de plantes de la famille des Rubiaceae. Il est dédié au botaniste italien Saverio Manetti.

## Liste des espèces et variétés
Selon Catalogue of Life (13 septembre 2015) :
- Manettia acutifolia Ruiz & Pav.
- Manettia alba (Aubl.) Wernham
- Manettia albert-smithii Standl.
- Manettia angamarcensis Benoist
- Manettia arboricola Lorence
- Manettia asclepiadacea Standl.
- Manettia asperifolia Standl.
- Manettia auratifolia Silva Manso
- Manettia badilloi Steyerm.
- Manettia bangii (Rusby) Standl.
- Manettia barbata Oerst.
- Manettia bernardii Steyerm.
- Manettia beyrichiana K.Schum.
- Manettia breteleri Steyerm.
- Manettia caliana Standl. ex Steyerm.
- Manettia calycosa Griseb.
- Manettia campanulacea Standl.
- Manettia canescens K.Schum.
- Manettia cephalophora Standl.
- Manettia chrysoderma Sprague
- Manettia cinchonarum Standl. ex Steyerm.
- Manettia coccocypseloides Wernham
- Manettia coerulea Alain
- Manettia congesta (Vell.) K.Schum.
- Manettia congestoides Wernham
- Manettia cordifolia Mart.
- Manettia corticifera Wernham
- Manettia cryptantha Standl.
- Manettia discolor Standl. ex Steyerm.
- Manettia divaricata Wernham
- Manettia domingensis Sprague
- Manettia dominicensis Wernham
- Manettia echitidea Standl.
- Manettia evenia Sprague
- Manettia fiebrigii Standl.
- Manettia fimbriata Cham. & Schltdl.
- Manettia flexilis Brandegee
- Manettia glandulosa Poepp.
- Manettia glazioviana (K.Schum.) Sucre
- Manettia glaziovii Wernham
- Manettia gracilis Cham. & Schltdl.
- Manettia herthae K.Krause
- Manettia hirtella M.Martens & Galeotti
- Manettia hispida Poepp.
- Manettia holwayi Standl.
- Manettia honigii Steyerm.
- Manettia hotteana Urb. & Ekman
- Manettia irwinii Steyerm.
- Manettia jörgensenii Standl.
- Manettia lehmannii (Wernham) Standl.
- Manettia leucantha K.Krause
- Manettia lilacina K.Krause
- Manettia lindenii Sprague
- Manettia lobbii Wernham
- Manettia locuples Standl. ex Steyerm.
- Manettia longicalycina Dwyer & Lorence
- Manettia longipedicellata C.M.Taylor
- Manettia luteorubra (Vell.) Benth.
- Manettia lutescens (Vell.) K.Schum.
- Manettia lygistum (L.) Sw.
- Manettia marginata K.Schum.
- Manettia meridensis K.Schum.
- Manettia microphylla Lorence & Dwyer
- Manettia minutiflora Standl.
- Manettia mitis (Vell.) K.Schum.
- Manettia modica Standl.
- Manettia mollis Moritz ex Wernh.
- Manettia moritziana (K.Schum.) Wernham
- Manettia nebulosa Benoist
- Manettia nubigena Diels
- Manettia paniculata Poepp.
- Manettia paraguariensis Chodat
- Manettia paramorum Steyerm.
- Manettia paranensis Standl.
- Manettia parvula K.Schum. ex Wernham
- Manettia pauciflora Dusén
- Manettia paucinervis Urb.
- Manettia pearcei Wernham
- Manettia pectinata Sprague
- Manettia pedunculata (Spreng.) K.Schum.
- Manettia peruviana Standl.
- Manettia pichinchensis Wernham
- Manettia pisifera Wernham
- Manettia poliodes Standl.
- Manettia pubescens Cham. & Schltdl.
- Manettia racemosa Ruiz & Pav.
- Manettia reclinata L.
- Manettia recurva Sprague
- Manettia riedelii Wernham
- Manettia rivulorum Standl.
- Manettia rojasiana Chodat & Hassl.
- Manettia sabiceoides Wernham
- Manettia sararensis Standl. ex Steyerm.
- Manettia schumanniana Sprague
- Manettia secundiflora (Poir.) DC.
- Manettia skutchii Standl.
- Manettia smithii Sprague
- Manettia sonderiana Wernham
- Manettia splendens Regel
- Manettia stenocalyx Diels
- Manettia sublanata Wernham
- Manettia suratensis Standl.
- Manettia tachirensis Steyerm.
- Manettia tamaensis Steyerm.
- Manettia tatei Standl.
- Manettia tenuis (Britton ex Rusby) Wernham
- Manettia teresitae Standl.
- Manettia thysanophora Wernham
- Manettia tillettii Steyerm.
- Manettia tomantha Standl.
- Manettia tomentulosa Standl.
- Manettia toroi Standl.
- Manettia trianae Wernham
- Manettia tweedieana K.Schum.
- Manettia umbellata Ruiz & Pav.
- Manettia utopia Wernham
- Manettia vacillans Standl.
- Manettia veronicoides Standl.
- Manettia verticillata Wernham
- Manettia weberbaueri K.Krause
- Manettia wernhamiana Standl.
- Manettia zimapanica Hemsl.

Selon World Checklist of Selected Plant Families (WCSP) (13 septembre 2015) :
- Manettia acutifolia Ruiz & Pav. (1798)
- Manettia alba (Aubl.) Wernham (1919)
- Manettia albert-smithii Standl., Publ. Field Mus. Nat. Hist. (1930)
- Manettia angamarcensis Benoist (1936 publ. 1937)
- Manettia arboricola Lorence (1993)
- Manettia asclepiadacea Standl., Publ. Field Mus. Nat. Hist. (1931)
- Manettia asperifolia Standl., Publ. Field Mus. Nat. Hist. (1929)
- Manettia auratifolia Silva Manso (1836)
- Manettia badilloi Steyerm. (1971 publ. 1972)
- Manettia bangii (Rusby) Standl., Publ. Field Mus. Nat. Hist. (1929)
- Manettia barbata Oerst. (1853)
  - variété Manettia barbata var. barbata
  - variété Manettia barbata var. microcarpa (K.Schum.) Steyerm. (1972)
- Manettia bernardii Steyerm. (1971 publ. 1972)
- Manettia beyrichiana K.Schum. (1889)
- Manettia breteleri Steyerm. (1971 publ. 1972)
- Manettia caliana Standl. ex Steyerm. (1964)
- Manettia calycosa Griseb. (1861)
- Manettia campanulacea Standl., Publ. Field Mus. Nat. Hist. (1931)
- Manettia canescens K.Schum. (1889)
- Manettia cephalophora Standl., Publ. Field Mus. Nat. Hist. (1937)
- Manettia chrysoderma Sprague, Bull. Herb. Boissier, sér. 2 (1905)
- Manettia cinchonarum Standl. ex Steyerm. (1964)
- Manettia coccinea (Aubl.) Willd. (1798)
- Manettia coccocypseloides Wernham (1914)
  - variété Manettia coccocypseloides var. coccocypseloides
  - variété Manettia coccocypseloides var. glabrior Steyerm. (1971 publ. 1972)
- Manettia coerulea Alain (1971)
- Manettia congesta (Vell.) K.Schum. (1889)
- Manettia congestoides Wernham (1919)
- Manettia cordifolia Mart. (1824)
- Manettia corticifer Wernham (1919)
- Manettia cryptantha Standl., Publ. Field Mus. Nat. Hist. (1929)
- Manettia discolor Standl. ex Steyerm. (1964)
- Manettia divaricata Wernham (1919)
- Manettia domingensis Sprague, Bull. Herb. Boissier, sér. 2 (1905)
- Manettia dominicensis Wernham (1919)
- Manettia dubia Wernham (1919)
- Manettia echitidea Standl., Publ. Field Mus. Nat. Hist. (1929)
- Manettia evenia Sprague, Bull. Herb. Boissier, sér. 2 (1905)
- Manettia fiebrigii Standl., Publ. Field Mus. Nat. Hist. (1931)
- Manettia fimbriata Cham. & Schltdl. (1829)
- Manettia flexilis Brandegee (1915)
- Manettia glandulosa Poepp. (1841)
- Manettia glazioviana (K.Schum.) Sucre (1963)
- Manettia glaziovii Wernham (1919)
- Manettia gracilis Cham. & Schltdl. (1829)
- Manettia herthae K.Krause (1941)
- Manettia hirtella M.Martens & Galeotti (1844)
- Manettia hispida Poepp. (1841)
- Manettia holwayi Standl., Publ. Field Mus. Nat. Hist. (1931)
- Manettia honigii Steyerm. (1975)
- Manettia hotteana Urb. & Ekman (1932)
- Manettia irwinii Steyerm. (1978)
- Manettia jorgensenii Standl., Publ. Field Mus. Nat. Hist. (1930)
- Manettia lehmannii (Wernham) Standl., Publ. Field Mus. Nat. Hist. (1929)
- Manettia leucantha K.Krause (1924)
- Manettia lilacina K.Krause (1941)
- Manettia lindenii Sprague, Bull. Herb. Boissier, sér. 2 (1905)
- Manettia lobbii Wernham (1919)
- Manettia locuples Standl. ex Steyerm. (1964)
- Manettia longicalycina Dwyer & Lorence (1993)
- Manettia longipedicellata C.M.Taylor (1995)
- Manettia luteorubra (Vell.) Benth. (1850)
- Manettia lutescens (Vell.) K.Schum. (1889)
- Manettia lygistum (L.) Sw. (1788)
- Manettia marginata K.Schum. (1889)
- Manettia meridensis K.Schum. (1889)
- Manettia microphylla Lorence & Dwyer (1993)
- Manettia minutiflora Standl., Publ. Field Mus. Nat. Hist. (1931)
- Manettia mitis (Vell.) K.Schum. (1889)
- Manettia modica Standl., Publ. Field Mus. Nat. Hist. (1929)
- Manettia mollis Moritz ex Wernh. (1918)
- Manettia moritziana (K.Schum.) Wernham (1919)
- Manettia nebulosa Benoist (1936 publ. 1937)
- Manettia nubigena Diels (1937)
- Manettia paniculata Poepp. (1841)
- Manettia paraguariensis Chodat (1899)
- Manettia paramorum Steyerm. (1971 publ. 1972)
- Manettia paranensis Standl., Publ. Field Mus. Nat. Hist. (1931)
- Manettia parvula K.Schum. ex Wernham (1919)
- Manettia pauciflora Dusén (1905)
- Manettia paucinervis Urb. (1932)
- Manettia pearcei Wernham (1919)
- Manettia pectinata Sprague, Bull. Herb. Boissier, sér. 2 (1905)
- Manettia pedunculata (Spreng.) K.Schum. (1889)
- Manettia peruviana Standl., Publ. Field Mus. Nat. Hist. (1929)
- Manettia pichinchensis Wernham (1919)
- Manettia pisifera Wernham (1919)
- Manettia poliodes Standl., Publ. Field Mus. Nat. Hist. (1930)
- Manettia pubescens Cham. & Schltdl. (1829)
- Manettia racemosa Ruiz & Pav. (1798)
- Manettia reclinata L. (1771)
- Manettia recurva Sprague, Bull. Herb. Boissier, sér. 2 (1905)
- Manettia riedelii Wernham (1919)
- Manettia rivulorum Standl., Publ. Field Mus. Nat. Hist. (1929)
- Manettia rojasiana Chodat & Hassl., Bull. Herb. Boissier, sér. 2 (1903)
- Manettia sabiceoides Wernham (1919)
- Manettia sararensis Standl. ex Steyerm. (1964)
- Manettia schumanniana Sprague, Bull. Herb. Boissier, sér. 2 (1905)
- Manettia secundiflora (Poir.) DC. (1830)
- Manettia skutchii Standl., Publ. Field Mus. Nat. Hist. (1940)
- Manettia smithii Sprague, Bull. Herb. Boissier, sér. 2 (1905)
- Manettia sonderiana Wernham (1919)
- Manettia splendens Regel (1860)
- Manettia stenocalyx Diels (1937)
- Manettia sublanata Wernham (1919)
- Manettia suratensis Standl., Publ. Field Mus. Nat. Hist. (1929)
- Manettia tachirensis Steyerm. (1971 publ. 1972)
- Manettia tamaensis Steyerm. (1971 publ. 1972)
- Manettia tatei Standl., Publ. Field Mus. Nat. Hist. (1931)
- Manettia tenuis (Britton ex Rusby) Wernham (1919)
- Manettia teresitae Standl., Publ. Field Mus. Nat. Hist. (1931)
- Manettia thysanophora Wernham (1919)
- Manettia tillettii Steyerm. (1975)
- Manettia tomantha Standl., Publ. Field Mus. Nat. Hist. (1931)
- Manettia tomentosa (Rusby) Standl., Publ. Field Mus. Nat. Hist. (1931)
- Manettia tomentulosa Standl., Publ. Field Mus. Nat. Hist. (1929)
- Manettia toroi Standl., Publ. Field Mus. Nat. Hist. (1931)
- Manettia trianae Wernham (1919)
- Manettia tweedieana K.Schum. (1889)
- Manettia umbellata Ruiz & Pav. (1798)
- Manettia utopia Wernham (1919)
- Manettia vacillans Standl., Publ. Field Mus. Nat. Hist. (1929)
- Manettia veronicoides Standl., Publ. Field Mus. Nat. Hist. (1929)
- Manettia verticillata Wernham (1919)
- Manettia weberbaueri K.Krause (1924)
- Manettia wernhamiana Standl., Publ. Field Mus. Nat. Hist. (1936)
- Manettia zimapanica Hemsl. (1879)

Selon NCBI (13 septembre 2015) :
- Manettia alba
- Manettia bicolor
- Manettia cordifolia
- Manettia luteo-rubra
- Manettia lygistum

Selon The Plant List (13 septembre 2015) :
- Manettia acutifolia Ruiz & Pav.
- Manettia alba (Aubl.) Wernham
- Manettia albert-smithii Standl.
- Manettia angamarcensis Benoist
- Manettia arboricola Lorence
- Manettia asclepiadacea Standl.
- Manettia asperifolia Standl.
- Manettia auratifolia Silva Manso
- Manettia badilloi Steyerm.
- Manettia bangii (Rusby) Standl.
- Manettia barbata Oerst.
- Manettia bernardii Steyerm.
- Manettia beyrichiana K.Schum.
- Manettia breteleri Steyerm.
- Manettia caliana Standl. ex Steyerm.
- Manettia calycosa Griseb.
- Manettia campanulacea Standl.
- Manettia canescens K.Schum.
- Manettia cephalophora Standl.
- Manettia chrysoderma Sprague
- Manettia cinchonarum Standl. ex Steyerm.
- Manettia coccinea (Aubl.) Willd.
- Manettia coccocypseloides Wernham
- Manettia coerulea Alain
- Manettia congesta (Vell.) K.Schum.
- Manettia cordifolia Mart.
- Manettia corticifera Wernham
- Manettia cryptantha Standl.
- Manettia discolor Standl. ex Steyerm.
- Manettia divaricata Wernham
- Manettia domingensis Sprague
- Manettia dominicensis Wernham
- Manettia dubia Wernham
- Manettia echitidea Standl.
- Manettia evenia Sprague
- Manettia fiebrigii Standl.
- Manettia fimbriata Cham. & Schltdl.
- Manettia flexilis Brandegee
- Manettia glandulosa Poepp.
- Manettia glazioviana (K.Schum.) Sucre
- Manettia glaziovii Wernham
- Manettia gracilis Cham. & Schltdl.
- Manettia herthae K.Krause
- Manettia hirtella M.Martens & Galeotti
- Manettia hispida Poepp.
- Manettia holwayi Standl.
- Manettia honigii Steyerm.
- Manettia hotteana Urb. & Ekman
- Manettia irwinii Steyerm.
- Manettia jorgensenii Standl.
- Manettia lehmannii (Wernham) Standl.
- Manettia leucantha K.Krause
- Manettia lilacina K.Krause
- Manettia lindenii Sprague
- Manettia lobbii Wernham
- Manettia locuples Standl. ex Steyerm.
- Manettia longicalycina Dwyer & Lorence
- Manettia longipedicellata C.M.Taylor
- Manettia luteorubra (Vell.) Benth.
- Manettia lutescens (Vell.) K. Schum.
- Manettia lygistum (L.) Sw.
- Manettia marginata K.Schum.
- Manettia meridensis K.Schum.
- Manettia microphylla Lorence & Dwyer
- Manettia minutiflora Standl.
- Manettia mitis (Vell.) K.Schum.
- Manettia modica Standl.
- Manettia mollis Moritz ex Wernh.
- Manettia moritziana (K.Schum.) Wernham
- Manettia nebulosa Benoist
- Manettia nubigena Diels
- Manettia paniculata Poepp.
- Manettia paraguariensis Chodat
- Manettia paramorum Steyerm.
- Manettia parvula K.Schum. ex Wernham
- Manettia pauciflora Dusén
- Manettia paucinervis Urb.
- Manettia pearcei Wernham
- Manettia pectinata Sprague
- Manettia pedunculata (Spreng.) K.Schum.
- Manettia peruviana Standl.
- Manettia pichinchensis Wernham
- Manettia pisifera Wernham
- Manettia poliodes Standl.
- Manettia pubescens Cham. & Schltdl.
- Manettia racemosa Ruiz & Pav.
- Manettia reclinata L.
- Manettia recurva Sprague
- Manettia riedelii Wernham
- Manettia rivulorum Standl.
- Manettia rojasiana Chodat & Hassl.
- Manettia sabiceoides Wernham
- Manettia sararensis Standl. ex Steyerm.
- Manettia schumanniana Sprague
- Manettia secundiflora (Poir.) DC.
- Manettia skutchii Standl.
- Manettia smithii Sprague
- Manettia sonderiana Wernham
- Manettia splendens Regel
- Manettia stenocalyx Diels
- Manettia sublanata Wernham
- Manettia suratensis Standl.
- Manettia tachirensis Steyerm.
- Manettia tamaensis Steyerm.
- Manettia tatei Standl.
- Manettia tenuis (Britton ex Rusby) Wernham
- Manettia teresitae Standl.
- Manettia thysanophora Wernham
- Manettia tillettii Steyerm.
- Manettia tomantha Standl.
- Manettia tomentosa (Rusby) Standl.
- Manettia tomentulosa Standl.
- Manettia toroi Standl.
- Manettia trianae Wernham
- Manettia tweedieana K.Schum.
- Manettia umbellata Ruiz & Pav.
- Manettia utopia Wernham
- Manettia vacillans Standl.
- Manettia veronicoides Standl.
- Manettia verticillata Wernham
- Manettia weberbaueri K.Krause
- Manettia wernhamiana Standl.
- Manettia zimapanica Hemsl.

Selon Tropicos (13 septembre 2015) (Attention liste brute contenant possiblement des synonymes) :
- Manettia acutiflora Pers.
- Manettia acutifolia Ruiz & Pav.
- Manettia alba (Aubl.) Wernham
- Manettia albert-smithii Standl.
- Manettia albiflora Schott ex DC.
- Manettia angamarcensis Benoist
- Manettia angustifolia Wernham
- Manettia arboricola Lorence
- Manettia asclepiadacea Standl.
- Manettia asperifolia Standl.
- Manettia asperula Ball
- Manettia attenuata Nees & C. Mart.
- Manettia auratifolia Silva Manso
- Manettia badilloi Steyerm.
- Manettia bangii (Rusby) Standl.
- Manettia barbata Oerst.
- Manettia bernardii Steyerm.
- Manettia beyrichiana K. Schum.
- Manettia bicolor Paxton
- Manettia bocataurensis Dwyer
- Manettia boliviana Wernham
- Manettia bradei Standl.
- Manettia breteleri Steyerm.
- Manettia burchellii Wernham
- Manettia caliana Standl. ex Steyerm.
- Manettia calycosa Griseb.
- Manettia campanulacea Standl.
- Manettia canescens K. Schum.
- Manettia capitata Wernham
- Manettia cephalophora Standl.
- Manettia chrysoderma Sprague
- Manettia ciliata Cham. & Schltdl.
- Manettia cinchonarum Standl. ex Steyerm.
- Manettia coccinea (Aubl.) Willd.
- Manettia coccocypseloides Wernham
- Manettia coerulea Alain
- Manettia confertiflora Benth.
- Manettia congesta (Vell.) K. Schum.
- Manettia congestoides Wernham
- Manettia cordifolia Mart.
- Manettia corticifera Wernham
- Manettia costaricensis Wernham
- Manettia cryptantha Standl.
- Manettia cuspidata Bertero ex Spreng.
- Manettia diffusa Britton
- Manettia discolor Standl. ex Steyerm.
- Manettia divaricata Wernham
- Manettia domingensis Sprague
- Manettia dominicensis Wernham
- Manettia dubia Wernham
- Manettia echitidea Standl.
- Manettia edwallii Taub.
- Manettia estrellae Standl.
- Manettia evenia Sprague
- Manettia fiebrigii Standl.
- Manettia filicaulis Wawra
- Manettia fimbriata Cham. & Schltdl.
- Manettia flexilis Brandegee
- Manettia gaertneri (C.F. Gaertn.) DC.
- Manettia glabra Cham. & Schltdl.
- Manettia glandulosa Poepp. & Endl.
- Manettia glazioviana (K. Schum.) Sucre
- Manettia glaziovii Wernham
- Manettia gracilis Cham. & Schltdl.
- Manettia grandiflora Miq.
- Manettia guilleminiana K. Schum.
- Manettia hassleriana Chodat
- Manettia havanensis Kunth
- Manettia herthae K. Krause
- Manettia hilacina Krause
- Manettia hirtella M. Martens & Galeotti
- Manettia hispida Poepp. & Endl.
- Manettia hoehnei Standl.
- Manettia holtonii Wernham
- Manettia holwayi Standl.
- Manettia honigii Steyerm.
- Manettia hotteana Urb. & Ekman
- Manettia hydrophila Dwyer
- Manettia ignita (Vell.) K. Schum.
- Manettia inflata Sprague
- Manettia irwinii Steyerm.
- Manettia jorgensenii Standl.
- Manettia lanceolata (Forssk.) Vahl
- Manettia lehmannii (Wernham) Standl.
- Manettia leianthiflora Griseb.
- Manettia leucantha K. Krause
- Manettia liebmannii Standl.
- Manettia lilacina K. Krause
- Manettia lindenii Sprague
- Manettia lobbii Wernham
- Manettia locuples Standl. ex Steyerm.
- Manettia longicalycina Dwyer & Lorence
- Manettia longipedicellata C.M. Taylor
- Manettia luteorubra (Vell.) Benth.
- Manettia lutescens (Vell.) K. Schum.
- Manettia lygistoides Griseb.
- Manettia lygistum (L.) Sw.
- Manettia marginata K. Schum.
- Manettia meridensis K. Schum.
- Manettia micans Poepp.
- Manettia microcarpa K. Schum.
- Manettia microphylla Lorence & Dwyer
- Manettia miniata Lem.
- Manettia minutiflora Standl.
- Manettia mitis (Vell.) K. Schum.
- Manettia modica Standl.
- Manettia mollis Moritz ex Wernham
- Manettia moritziana (K. Schum.) Wernham
- Manettia multiflora Cham. & Schltdl.
- Manettia mutabilis Pers.
- Manettia nebulosa Benoist
- Manettia nubigena Diels
- Manettia orbifera Wernham
- Manettia panamensis Duchass. & Walp.
- Manettia paniculata Poepp. & Endl.
- Manettia paraguariensis Chodat
- Manettia paramorum Steyerm.
- Manettia paranensis Standl.
- Manettia parvula K. Schum. ex Wernham
- Manettia pauciflora Dusén
- Manettia paucinervis Urb.
- Manettia paulina Standl.
- Manettia pearcei Wernham
- Manettia pectinata Sprague
- Manettia pedunculata (Spreng.) K. Schum.
- Manettia peruviana Standl.
- Manettia pichinchensis Wernham
- Manettia picta Willd.
- Manettia pisifera Wernham
- Manettia pleiodon K. Schum.
- Manettia poliodes Standl.
- Manettia pseudodiodia Cham. & Schltdl.
- Manettia pubescens Cham. & Schltdl.
- Manettia quinquenervia Sprague
- Manettia racemosa Ruiz & Pav.
- Manettia reclinata L.
- Manettia recurva Sprague
- Manettia riedelii Wernham
- Manettia rivulorum Standl.
- Manettia rojasiana Chodat & Hassl.
- Manettia rosea Pohl ex DC.
- Manettia rusbyana Sprague ex Wernham
- Manettia sabiceoides Wernham
- Manettia samuelssoniana Standl.
- Manettia sanctae-martae Wernham
- Manettia sararensis Standl. ex Steyerm.
- Manettia sarcophylla Rizzini
- Manettia scaberrima Wernham
- Manettia schumanniana Sprague
- Manettia schunkei Standl.
- Manettia secundiflora (Poir.) DC.
- Manettia seleriana Loes.
- Manettia serrata Spreng. ex Schult. & Schult. f.
- Manettia skutchii Standl.
- Manettia smithii Sprague
- Manettia sonderiana Wernham
- Manettia splendens Regel
- Manettia spraguei Wernham
- Manettia stenocalyx Diels
- Manettia stenophylla Donn. Sm.
- Manettia stipulosa Wernham
- Manettia sublanata Wernham
- Manettia suratensis Standl.
- Manettia tachirensis Steyerm.
- Manettia tamaensis Steyerm.
- Manettia tarapotensis Wernham
- Manettia tatei Standl.
- Manettia tenuifolia Willd. ex Schult. & Schult. f.
- Manettia tenuis (Britton ex Rusby) Wernham
- Manettia teresitae Standl.
- Manettia thysanophora Wernham
- Manettia tillettii Steyerm.
- Manettia tomantha Standl.
- Manettia tomentosa (Rusby) Standl.
- Manettia tomentulosa Standl.
- Manettia toroi Standl.
- Manettia trianae Wernham
- Manettia tweediana K. Schum.
- Manettia umbellata Ruiz & Pav.
- Manettia uniflora Kunth
- Manettia utopia Wernham
- Manettia vacillans Standl.
- Manettia veronicoides Standl.
- Manettia verticillata Wernham
- Manettia villosa Cham. & Schltdl.
- Manettia weberbaueri K. Krause
- Manettia wernhamiana Standl.
- Manettia zimapanica Hemsl.
- Manettia × pauciflora Dusén